# Adão Urbano Koakoski
Nascido como Adão Urbano Koakoski (Nova Prata, 19 de dezembro de 1924 – Caxias do Sul, 7 de outubro de 2010), foi um religioso brasileiro. Tornou-se Frei Adão Koakoski em 1944 pela Ordem capuchinha e teve influente papel na comunidade cristã do Rio Grande do Sul.

## Biografia
Adão Urbano Koakoski nasceu aos 19 de dezembro de 1924 em Vista Alegre do Prata, município serrano do Rio Grande do Sul. De ascendência polonesa, foi o primogênito dos 14 filhos do casal Francisco Koakoski e Mariana Grzebielucha Koakoski. Ingressou no Seminário de Veranópolis no ano de 1938, concluiu o ensino colegial em Marau e realizou os estudos filosóficos e teológicos na cidade de Garibaldi e Porto Alegre. No ano de 1943 vestiu o hábito capuchinho em Flores da Cunha, onde fez o noviciado e em 1944 a concretizou a profissão na Ordem capuchinha. Foi ordenado presbítero na Igreja Santo Antônio do Partenon, em Porto Alegre no dia 16 de julho de 1950, por Dom Vicente Scherer. 
Frei Adão foi bacharel e licenciado em Letras Clássicas pela Pontifícia Universidade Católica do Rio Grande do Sul, com formação em orientação educacional e secretariado pela Faculdade de Filosofia, Ciências e Letras de Ijuí (FAFI). Como religioso e sacerdote, durante 27 anos (entre 1951 e 1978), atuou de forma simultânea na pastoral paroquial, no magistério, na direção e na secretaria de escolas.

## Vida Religiosa

### Soledade
De 1952 a 1961, foi professor, secretário e diretor do Ginásio São José e da Escola Técnica Frei Clemente em Soledade.

### Ijuí
Entre 1962 e 1975 desempenhou múltiplas funções, como professor no Colégio Estadual 25 de Julho, diretor do Ginásio Dr. Bozzano, orientador educacional do Ginásio Industrial, vice-diretor e secretário da Faculdade de Filosofia, Ciências e Letras e assessor para assuntos de legislação e ensino da Fundação de Integração, Desenvolvimento e Educação do Noroeste do Estado (FIDENE). 

### Porto Alegre
Foi capelão do Hospital Parque Belém, Hospital de Clínicas de Porto Alegre, Hospital Psiquiátrico São Pedro, Hospital São Lucas da PUCRS e do Hospital Mãe de Deus. Além dos hospitais, foi também capelão da Comunidade das Irmãs Paulinas de 1987 a 1989, auxiliar na paróquia de Vila Nova de 1977 a 1986 (celebrando em Belém Velho, Rincão, Renascença e Vila Parque Belém). Na década de 1990 celebrava missas aos domingos na Paróquia de Nossa Senhora da Saúde, localizada no bairro Teresópolis. 

### A serviço da Pastoral do Estado
Foi secretário da província dos capuchinhos do Rio Grande do Sul nos anos de 1976 e 1977. De 1977 a 1982 participou da equipe técnica da Pastoral da Saúde do Regional Sul-3 da CNBB e por mais de 10 anos foi o coordenador da Comissão Arquidiocesana da Pastoral da Saúde; e durante quatro anos, de 1988 a 1991, participou do Conselho Estadual de Saúde, representando a Pastoral da Saúde do RS. 

## Propósitos
A dedicação à causa dos doentes e ao “mundo da saúde” sempre foi motivo de satisfação para Frei Adão. Assim ele escreveu em um manuscrito de 17 páginas, cunhado em agosto de 1995: 
| “ | Nos albores da Ordem Capuchinha, o atendimento aos doentes, aos atingidos por epidemias, foi uma constante. Da mesma forma isto foi a marca da Província. Durante os quase 50 anos de vida sacerdotal e também na vida religiosa não deixei nenhuma obra construída, mas estive presente em duas frentes que a província, em diferentes épocas, manteve: a educação e o atendimento aos enfermos. Devo ser grato a Deus, que me deu forças, aos superiores, que me orientaram, e aos confrades, leigos e religiosos com quem trabalhei, pelo apoio e compreensão que sempre me dispensaram. | ” |

## Últimos anos
Em 2003 mudou-se a Caxias do Sul, tendo residido na Fraternidade São Maximiliano Kolbe e em 2006 na Casa de Saúde São Frei Pio. Nos últimos 30 anos teve várias internações hospitalares para procedimentos, cirurgias e cuidados cardíacos, circulatórios e pulmonares. Faleceu dia 7 de outubro, às 19 horas, no Hospital da Unimed, em Caxias do Sul, por complicações após cirurgia de hérnia. Teve 66 anos de vida religiosa, 60 de sacerdócio e em seus últimos cinco anos de vida foi membro da fraternidade da Casa de Saúde São Frei Pio de Caxias do Sul, onde seu corpo foi velado. Após o velório em Caxias do Sul, seu corpo foi transferido para Porto Alegre onde foi velado na capela do Convento São Lourenço de Bríndisi. A celebração eucarística de corpo presente foi realizada na Igreja Santo Antônio do Partenon, e o sepultamento na Capela Memorial dos Capuchinhos, situada junto ao Convento na rua Paulino Chaves 291, bairro Santo Antônio.

## Reconhecimento e vida
Em 1973 também foi condecorado com uma medalha pelo Consulado da Polônia Popular, de Curitiba, pelo esforço de fortalecer os elos entre os imigrantes poloneses. Desde 1963, participava de movimentos culturais da comunidade polonesa do Rio Grande do Sul, culminando com a celebração do centenário da imigração polonesa no Estado. Durante 40 dias, em 1995 visitou a Polônia, a República Tcheca e a Itália. Em sua ida a Itália visitou os principais hospitais de Roma e conversou em polonês com São João Paulo II. Em 1996 Frei Adão recebeu o título de Cidadão Honorário de Soledade, pelos relevantes serviços prestados ao município na área da educação. 